# کنکیچی نیشیمی
کنکیچی نیشیمی (انگلیسی: Kenkichi Nishimi؛ زادهٔ ۲۷ آوریل ۱۹۶۷) کشتی‌گیر اهل ژاپن بود.